# وامبيسا
وامبيسا هي قبيلة هندية في أمريكا الجنوبية تعيش في شمال أنهار مارانيون وسانتياغو، وفي عام 1841 طردوا كل الهنود المتحضرين من الإرساليات المجاورة، وفي عام 1843 قتلوا كل سكان قرية سانتا ماريا بين مصبات أنهار سانتياغو ومورونا، وهم يتميزون بجلدهم الفاتح ولحاهم، حيث ينحدرون هم وقبيلة خيفيرو من النساء الإسبانيات اللاتي سباهن أسلافهم الهنود عند نهب سيفيلا دل أورو عام 1599.
تحوي هذه المقالة معلومات مترجمة من الطبعة الحادية عشرة لدائرة المعارف البريطانية لسنة 1911 وهي الآن ضمن الملكية العامة.